# Rhamphomyia umbripes
Rhamphomyia umbripes är en tvåvingeart som beskrevs av Becker 1887. Rhamphomyia umbripes ingår i släktet Rhamphomyia och familjen dansflugor. Inga underarter finns listade i Catalogue of Life.